# (440670) Bécassine
(440670) Bécassine ist ein Asteroid des inneren Hauptgürtels, der vom französischen Informatiker und Amateurastronomen Jean-Claude Merlin am 22. Dezember 2005 am vollautomatischen Ritchey-Chrétien-81-cm-Teleskop des Tenagra II Observatory in Nogales, Arizona (IAU-Code 926) entdeckt wurde. Das Teleskop konnte Merlin bei der Entdeckung von Frankreich aus ansteuern.
Mittlere Sonnenentfernung (große Halbachse), Exzentrizität und Neigung der Bahnebene des Asteroiden entsprechen grob der Phocaea-Familie, einer Gruppe von Asteroiden, die nach (25) Phocaea benannt ist. Die Sonnenumlaufbahn von (440670) Bécassine ist mit mehr als 23° stark gegenüber der Ekliptik des Sonnensystems geneigt, was charakteristisch für Phocaea-Asteroiden ist.
Der Asteroid wurde am 27. November 2023 nach der französischen Comicfigur Bécassine benannt.